# FIBA Hall of Fame
La FIBA Hall of Fame è la hall of Fame che raccoglie i più grandi giocatori, allenatori, dirigenti, squadre e arbitri della pallacanestro mondiale, gestita dalla Federazione Internazionale Pallacanestro (FIBA).
È stata inaugurata nel 2007 ad Alcobendas (Spagna) in concomitanza con il 75º anniversario dalla nascita della FIBA, successivamente è stata trasferita nella nuova sede della FIBA a Mies in Svizzera.

## Membri
Legenda:
| * | * | Membro del Naismith Memorial Basketball Hall of Fame | Membro del Naismith Memorial Basketball Hall of Fame | Membro del Naismith Memorial Basketball Hall of Fame | Membro del Naismith Memorial Basketball Hall of Fame | Membro del Naismith Memorial Basketball Hall of Fame |

### Giocatori

#### Cestisti
| Anno | Nome                      | Nazione              | Ruolo  |
| ---- | ------------------------- | -------------------- | ------ |
| 2007 | Aleksandr Belov           | Russia               | C      |
| 2007 | Sergej Belov *            | Russia               | G      |
| 2007 | Krešimir Ćosić *          | Croazia              | C      |
| 2007 | Teo Cruz                  | Porto Rico           | C      |
| 2007 | Dražen Dalipagić *        | Serbia               | A      |
| 2007 | Ivo Daneu                 | Slovenia             | G      |
| 2007 | Mirza Delibašić           | Bosnia ed Erzegovina | G      |
| 2007 | Óscar Furlong             | Argentina            | C      |
| 2007 | Nikos Galīs *             | Grecia               | G      |
| 2007 | Radivoj Korać *           | Serbia               | AG     |
| 2007 | Fernando Martín           | Spagna               | C      |
| 2007 | Pierluigi Marzorati       | Italia               | P      |
| 2007 | Amaury Pasos              | Brasile              | AG     |
| 2007 | Dražen Petrović *         | Croazia              | G      |
| 2007 | Emiliano Rodríguez        | Spagna               | A      |
| 2007 | Bill Russell *            | Stati Uniti          | C      |
| 2009 | Ricardo González          | Argentina            | G      |
| 2009 | Ubiratan Pereira *        | Brasile              | C      |
| 2009 | Oscar Robertson *         | Stati Uniti          | P      |
| 2010 | Vlade Divac *             | Serbia               | C      |
| 2010 | Dragan Kićanović          | Serbia               | G      |
| 2010 | Dino Meneghin *           | Italia               | C      |
| 2010 | Arvydas Sabonis *         | Lituania             | C      |
| 2010 | Oscar Schmidt *           | Brasile              | A      |
| 2013 | Jean-Jacques Conceição    | Angola               | A      |
| 2013 | Andrew Gaze               | Australia            | G      |
| 2013 | David Robinson *          | Stati Uniti          | C      |
| 2013 | Zoran Slavnić             | Serbia               | P      |
| 2015 | Ruperto Herrera           | Cuba                 | A      |
| 2015 | Michael Jordan *          | Stati Uniti          | G      |
| 2015 | Šarūnas Marčiulionis *    | Lituania             | G      |
| 2015 | Antoine Rigaudeau         | Francia              | P      |
| 2015 | Volodymyr Tkačenko        | Russia               | C      |
| 2016 | Panagiōtīs Fasoulas       | Grecia               | C      |
| 2016 | Hakeem Olajuwon *         | Stati Uniti          | C      |
| 2016 | Manuel Raga               | Messico              | A      |
| 2016 | Juan Antonio San Epifanio | Spagna               | AP     |
| 2017 | Miki Berkovich            | Israele              | G      |
| 2017 | Pero Cameron              | Nuova Zelanda        | A      |
| 2017 | Razija Mujanović          | Bosnia ed Erzegovina | C      |
| 2017 | Shaquille O'Neal *        | Stati Uniti          | C      |
| 2017 | Toni Kukoč *              | Croazia              | A      |
| 2017 | Valdis Valters            | Lettonia             | P      |
| 2019 | Atanas Golomeev           | Bulgaria             | C      |
| 2019 | Alonzo Mourning *         | Stati Uniti          | C      |
| 2019 | Fabricio Oberto           | Argentina            | AG     |
| 2019 | Piculín Ortiz             | Porto Rico           | C      |
| 2019 | Mohsen Medhat Warda       | Egitto               | C      |
| 2019 | Jiří Zídek                | Rep. Ceca            | C      |
| 2020 | Mieczysław Łopatka        | Polonia              | A      |
| 2020 | Steve Nash *              | Canada               | P      |
| 2020 | Modestas Paulauskas       | Lituania             | A      |
| 2020 | Ken'ichi Sako             | Giappone             | P      |
| 2020 | Oleksandr Volkov          | Ucraina              | AG     |
| 2020 | Jure Zdovc                | Slovenia             | P      |
| 2021 | Mathieu Faye              | Senegal              | P      |
| 2021 | Panagiōtīs Giannakīs      | Grecia               | G      |
| 2021 | Stano Kropilák            | Slovacchia           | A      |
| 2021 | Óscar Moglia              | Uruguay              | AP     |
| 2021 | Detlef Schrempf           | Germania             | A      |
| 2021 | Sergej Tarakanov          | Russia               | AG     |
| 2023 | Wlamir Marques            | Brasile              | A      |
| 2023 | Yao Ming *                | Cina                 | C      |
| 2023 | Ângelo Victoriano         | Angola               | C      |
| 2023 | Carlos Loyzaga            | Filippine            | C      |
| 2023 | Zurab Sak'andelidze       | Georgia              | G      |
| 2023 | Sonny Hendrawan           | Indonesia            | A      |
| 2024 | Reggie Miller *           | Stati Uniti          | G      |
| 2024 | Kirk Penney               | Nuova Zelanda        | G      |
| 2024 | Romain Sato               | Rep. Centrafricana   | G - AP |
| 2024 | Predrag Stojakovic        | Serbia               | AP     |

#### Cestiste
| Anno | Nome                          | Nazione       | Ruolo |
| ---- | ----------------------------- | ------------- | ----- |
| 2007 | Hortência de Fátima Marcari * | Brasile       | G     |
| 2007 | Ann Meyers *                  | Stati Uniti   | G     |
| 2007 | Liliana Ronchetti             | Italia        | G     |
| 2007 | Ul'jana Semënova *            | Lettonia      | C     |
| 2009 | Jacky Chazalon                | Francia       | P     |
| 2010 | Cheryl Miller *               | Stati Uniti   | A     |
| 2010 | Natal'ja Zasul'skaja          | Russia        | AG    |
| 2013 | Teresa Edwards *              | Stati Uniti   | G     |
| 2013 | Paula Gonçalves               | Brasile       | G     |
| 2015 | Anne Donovan *                | Stati Uniti   | C     |
| 2016 | Michele Timms                 | Australia     | G     |
| 2019 | Janeth dos Santos Arcain      | Brasile       | A     |
| 2019 | Margo Dydek                   | Polonia       | C     |
| 2020 | Isabelle Fijalkowski          | Francia       | A     |
| 2020 | Ágnes Németh                  | Ungheria      | C     |
| 2020 | Park Sin-ja                   | Corea del Sud | C     |
| 2021 | Hana Machová                  | Rep. Ceca     | G     |
| 2021 | Penka Stojanova               | Bulgaria      | A     |
| 2022 | Lisa Leslie *                 | Stati Uniti   | C     |
| 2022 | Robyn Maher                   | Australia     | G     |
| 2022 | Mame Mbengue                  | Senegal       | C     |
| 2022 | Catarina Pollini              | Italia        | AG-C  |
| 2022 | Jurgita Štreimikytė           | Lituania      | A     |
| 2023 | Amaya Valdemoro               | Spagna        | A     |
| 2023 | Yūko Ōga                      | Giappone      | P     |
| 2023 | Penny Taylor                  | Stati Uniti   | G-A   |
| 2023 | Katrina McClain *             | Stati Uniti   | A     |
| 2024 | Miao Lijie                    | Cina          | G     |
| 2024 | Danira Nakić                  | Croazia       | A     |
| 2024 | Skaidrīte Smildziņa           | Lettonia      | C     |

### Allenatori
| Anno | Nome                       | Nazione           |
| ---- | -------------------------- | ----------------- |
| 2007 | Lidija Alekseeva *         | Russia            |
| 2007 | Antonio Díaz-Miguel *      | Spagna            |
| 2007 | Aleksandr Gomel'skij *     | Russia            |
| 2007 | Henry "Hank" Iba *         | Stati Uniti       |
| 2007 | Vladimir Kondrašin         | Russia            |
| 2007 | Aza Nikolić *              | Serbia            |
| 2007 | Giancarlo Primo            | Italia            |
| 2007 | Dean Smith *               | Stati Uniti       |
| 2007 | Togo Renan Soares "Kanela" | Brasile           |
| 2007 | Ranko Žeravica             | Serbia            |
| 2009 | Pedro Ferrándiz *          | Spagna            |
| 2009 | Pete Newell *              | Stati Uniti       |
| 2009 | Kay Yow *                  | Stati Uniti       |
| 2010 | Evgenij Gomel'skij         | Russia            |
| 2010 | Lindsay Gaze *             | Australia         |
| 2010 | Mirko Novosel *            | Croazia           |
| 2013 | Jack Donohue               | Canada            |
| 2013 | Cesare Rubini *            | Italia            |
| 2013 | Pat Summitt *              | Stati Uniti       |
| 2015 | Jan Stirling               | Australia         |
| 2016 | Jorge Canavesi             | Argentina         |
| 2017 | Dušan Ivković              | Serbia            |
| 2019 | Bogdan Tanjević            | Montenegro Italia |
| 2019 | Mou Zuoyun                 | Cina              |
| 2019 | Natália Hejková            | Slovacchia        |
| 2020 | Rubén Magnano              | Argentina         |
| 2020 | Svetislav Pešić            | Serbia            |
| 2020 | Tara VanDerveer *          | Stati Uniti       |
| 2021 | Chuck Daly *               | Stati Uniti       |
| 2021 | Tom Maher                  | Australia         |
| 2021 | Ettore Messina             | Italia            |
| 2022 | Geno Auriemma *            | Stati Uniti       |
| 2022 | Antônio Carlos Barbosa     | Brasile           |
| 2022 | Maria Planas               | Spagna            |
| 2022 | Milan Vasojević            | Serbia            |
| 2023 | Sandro Gamba *             | Italia            |
| 2023 | Valérie Garnier            | Francia           |
| 2024 | Dan Peterson               | Stati Uniti       |

### Arbitri
| Anno | Nome                | Nazione     |
| ---- | ------------------- | ----------- |
| 2007 | Obrad Belošević     | Serbia      |
| 2007 | Mario Hopenhaym     | Uruguay     |
| 2007 | Ervin Kassai        | Ungheria    |
| 2007 | Vladimir Kostin     | Russia      |
| 2007 | Allen Rae           | Canada      |
| 2007 | Renato Righetto     | Brasile     |
| 2009 | Artenik Arabadžijan | Bulgaria    |
| 2009 | Marcel Pfeuti       | Svizzera    |
| 2009 | Pietro Reverberi    | Italia      |
| 2010 | Jim Bain            | Stati Uniti |
| 2010 | Kōnstantinos Dīmou  | Grecia      |
| 2013 | Valentin Lazarov    | Bulgaria    |
| 2013 | Kōstas Rīgas        | Grecia      |
| 2015 | Robert Blanchard    | Francia     |

### Contributori
| Anno | Nome | Nazione |
| ---- | --- | --- |
| 2007 | 8 federazioni fondatrici della FIBA: Argentina, Cecoslovacchia, Grecia, Italia, Lettonia, Portogallo, Romania e Svizzera | 8 federazioni fondatrici della FIBA: Argentina, Cecoslovacchia, Grecia, Italia, Lettonia, Portogallo, Romania e Svizzera |
| 2007 | Eduardo Airaldi Rivarola                                                                                                 | Perù |
| 2007 | Turgut Atakol | Turchia |
| 2007 | Abdel Azim Ashry | Egitto |
| 2007 | Léon Bouffard | Svizzera |
| 2007 | Robert Busnel | Francia |
| 2007 | Dionisio Calvo | Filippine |
| 2007 | Antonio dos Reis Carneiro                                                                                                | Brasile |
| 2007 | José Cláudio dos Reis | Brasile |
| 2007 | Yun Deok-ju | Corea del Sud |
| 2007 | Willard Greim | Stati Uniti |
| 2007 | Ferenc Hepp * | Ungheria |
| 2007 | Marian Kozłowski | Polonia |
| 2007 | Anselmo López | Spagna |
| 2007 | James Naismith * | Canada |
| 2007 | August Pitzl | Austria |
| 2007 | Nebojša Popović | Serbia |
| 2007 | Radomir Šaper | Serbia |
| 2007 | Raimundo Saporta | Spagna |
| 2007 | Decio Scuri | Italia |
| 2007 | Nikolaj Semaško | Russia |
| 2007 | Borislav Stanković * | Serbia |
| 2007 | Ed Steitz * | Stati Uniti |
| 2007 | Yoshimi Ueda | Giappone |
| 2007 | Abdel Moneim Wahby | Egitto |
| 2007 | Renato William Jones *                                                                                                   | Regno Unito |
| 2009 | Luis Martín | Argentina |
| 2009 | Al Ramsay | Australia |
| 2010 | George Killian | Stati Uniti |
| 2010 | Abdoulaye Seye Moreau | Senegal |
| 2010 | Hans-Joachim Otto | Germania |
| 2010 | Ernesto Segura de Luna                                                                                                   | Spagna |
| 2013 | Aldo Vitale | Italia |
| 2015 | Noah Klieger | Israele |
| 2016 | David Stern * | Stati Uniti |

### Squadre
| Anno | Nome              | Nazione     |
| ---- | ----------------- | ----------- |
| 2017 | Dream Team 1992 * | Stati Uniti |